# Uwem Akpan

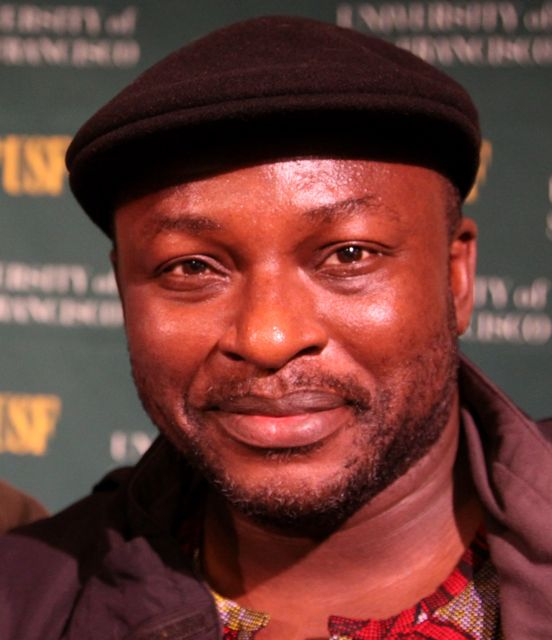
Uwem Akpan (2009)

Uwem Akpan (* 19. Mai 1971 in Ikot Akpan Eda, damals Cross River State, heute Akwa Ibom State, Nigeria) ist ein nigerianischer Schriftsteller und Priester.

## Leben
Akpan wurde in einem kleinen Dorf im Südosten Nigerias als Kind von Lehrern geboren. Er wuchs mit seinen drei Brüdern mit den Sprachen Englisch und Annang auf. 1990 trat er dem Jesuitenorden bei und wurde 1993 zum Priester geweiht. An der University of Michigan in Ann Arbor, Michigan erwarb er 2003 den Titel Master of Fine Arts (MFA) im Fach Creative Writing und setzte an der Creighton University in Omaha, Nebraska seine theologischen Studien fort. Sein erstes Buch, eine Sammlung von 5 Geschichten aus fünf verschiedenen afrikanischen Ländern, erschien 2008 und trägt den Titel Say you're one of them.
Akpam arbeitete als Priester an der Christ the King Church in Itasama und ist jetzt Lehrer an der University of Florida.

## Preise und Ehrungen
- 2008: Commonwealth Writers’ Prize für Best First Book, African Region.
- 2009: PEN/Open Book Award 2009.
- 2009: Dayton-Literary-Peace-Prize-Finalist

## Veröffentlichungen
- Say you're One of Them. Little, Brown, New York City 2008, ISBN 978-0-316113786.
  - deutsch von Bernhard Robben: Sag, dass du eine von ihnen bist. Suhrkamp Verlag, Berlin 2012, ISBN 978-3-518-42286-1.[1]